# Sumnius cardoni
Sumnius cardoni is een keversoort uit de familie lieveheersbeestjes (Coccinellidae). De wetenschappelijke naam van de soort is voor het eerst geldig gepubliceerd in 1892 door Weise.